# Erzsébet park (Esztergom)

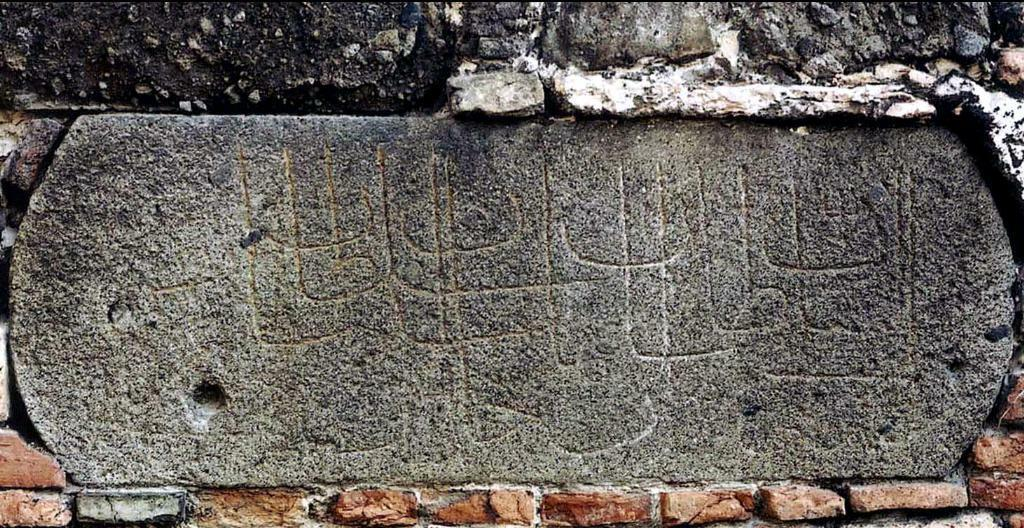
Szulejmán győzelmi táblája

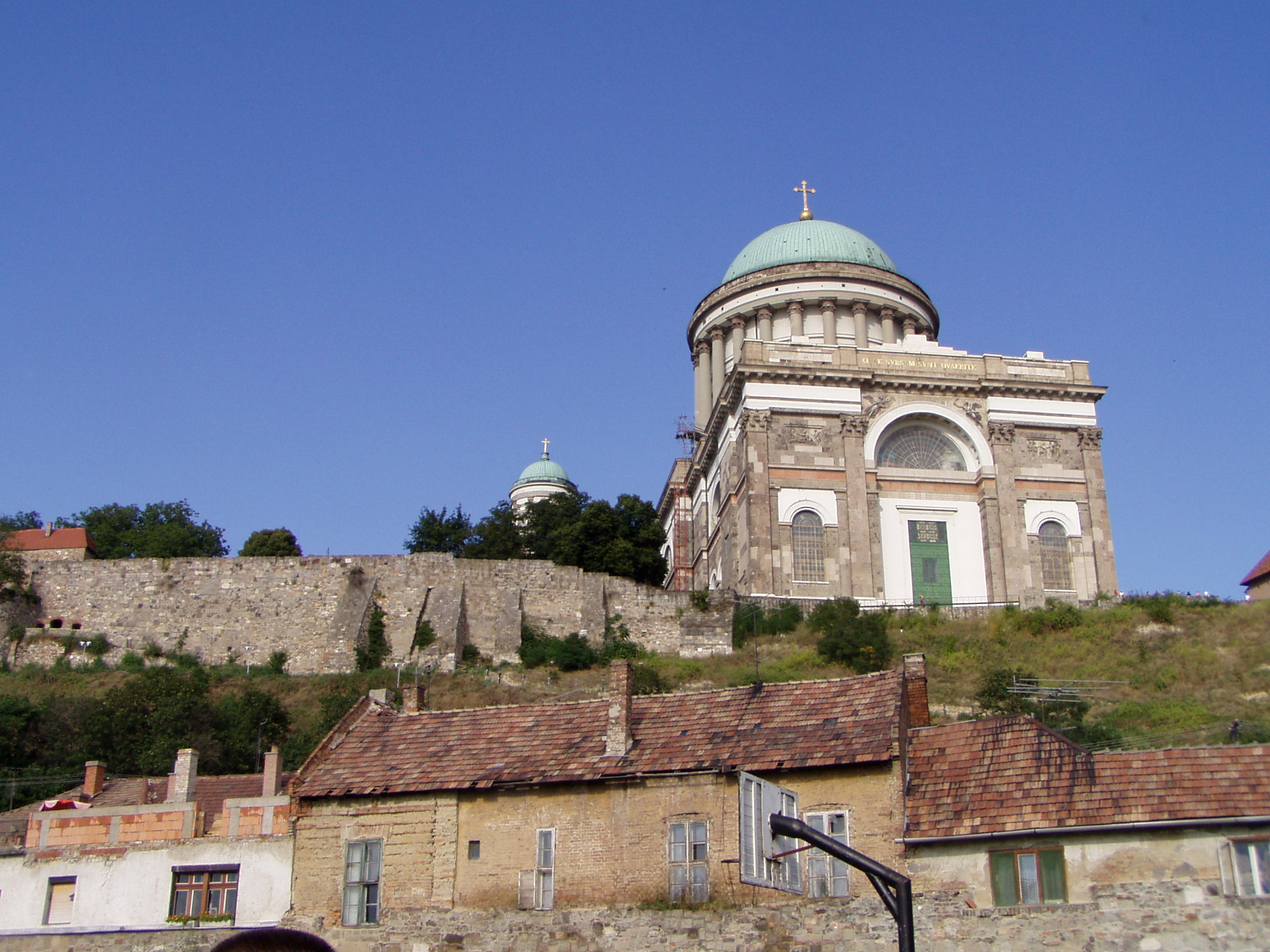
A Bazilika a látképe a parkból

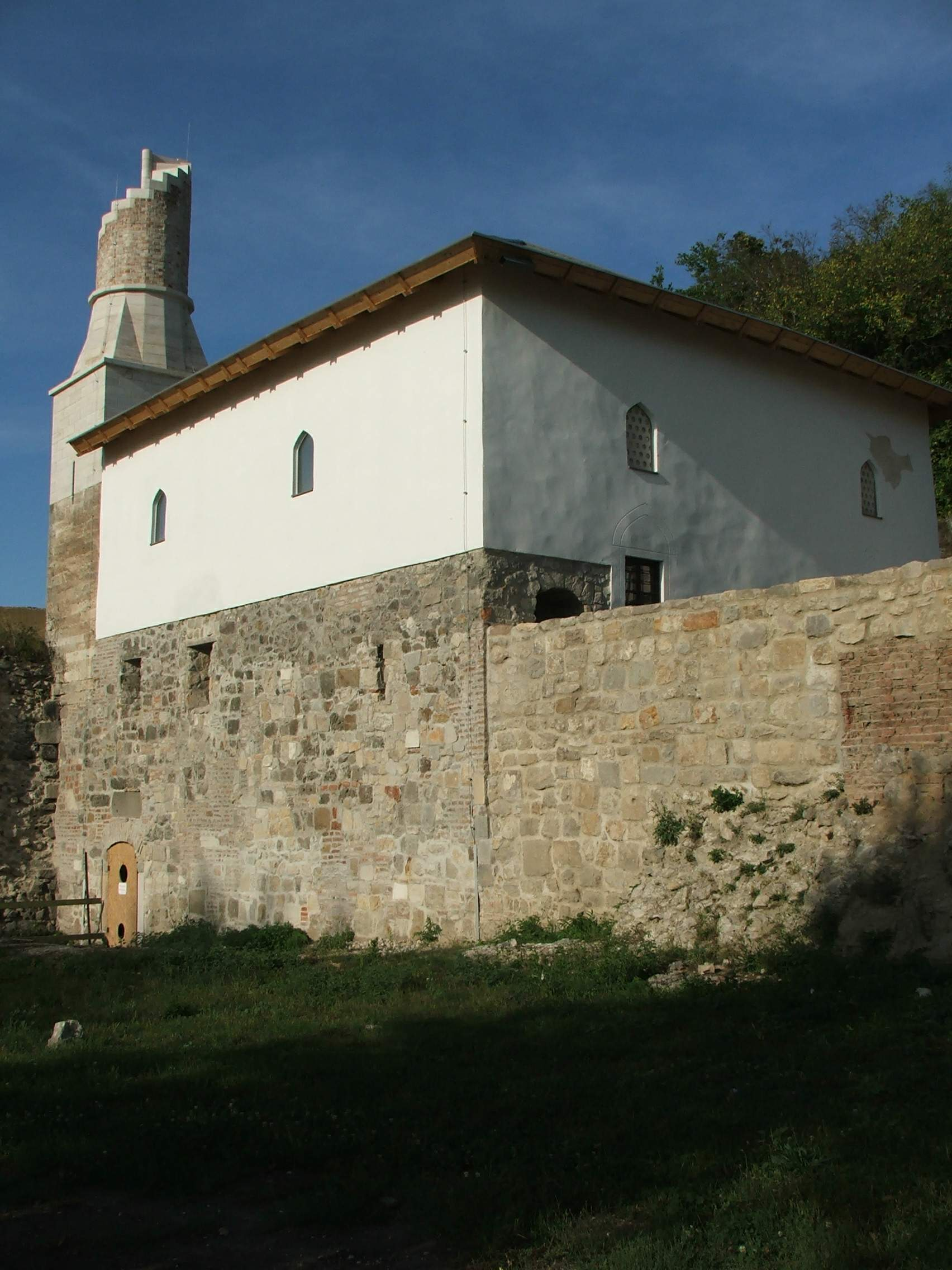
A dzsámi a parkból nézve

Az esztergomi Víziváros Duna-partján húzódó Erzsébet park huszadik századi feltöltés eredménye. Itt, a Bazilika alatt sorakoznak a turista-kikötők, ahonnan a középkori Macskaút vezet a fellegvárba.

## Története
A park területén egykor cölöperőd állt, ami a várat védte, megakadályozta az ellenséges hajók kikötését a területen. Erre laktak és dolgoztak az esztergomi halászok, molnárok, tutajosok. Egykor a park keleti végében húzódó, középkori várfal tövében folyt a Duna. A Veprech-torony Duna felőli oldalán Szulejmán, török nyelven írt emléktáblát helyezett el 1543-as diadalának emlékére. Ez máig látható a falban. Az évszázadok alatt, a Duna medre jelentősen változott, és a második világháború után 1,5-2 méterrel feltöltötték a partszakaszt. Így a várfal harmada föld alá került, kialakult a park mai formája. Az 1990-es években épült a park nyugati, Duna-parti oldalán a Búbánatvölgybe vezető bicikliút, amit eredetileg Pilismarótig terveztek. Délkeleti oldalát a Prímási palota uralja, aminek a kertje néz a park felé. A déli végén, a Kossuth híd hídfőjénél Erzsébet magyar királyné bronz szobra áll. A parkban található a Sobieski-emlékmű, ami a párkányi csatában győztes Sobieski János lengyel királynak állít emléket.

## Erzsébet királyné mellszobra
A 80 centiméteres szobor eredetije Zala György alkotása. Terrakottából készült 1926. május 21-én a Duna-parti sétány bejáratánál helyezték el. Az eredeti szobor a második világháború alatt megsérült, majd 1951-ben eltávolították. A szobrot Zolnay László, posztamensét Horváth István mentette meg. A csonka szobrot a Balassa Bálint Múzeum őrizte, végül 1999-ben restaurálták, és a Vármegyeháza folyosójára került. A mellszobor bronz változata 2000-ben, Ehingen testvérváros ajándékaként készült. 2000. augusztusi felavatásánál Habsburg György is jelen volt.

## Sobieski-emlékmű
A kör alakú bronz dombormű Frim Jenő alkotása. A párkányi csata emlékére készült. Az emlékmű felirata: Esztergom visszavételének 250-ik évfordulójára állította a megye, város és Lengyel-magyar Egyesület 1933. szeptember 14. Közepén Sobieski 50 centiméter átmérőjű életnagyságú domborműve. A mű tetején eredetileg kőből faragott sas állt, azonban ez letörött. Pótlására Nagy János szlovákiai magyar szobrászművész egy méter magas bronz sast készített. Az emlékmű teljes magassága három méter.